# Pourouma myrmecophila
Pourouma myrmecophila är en nässelväxtart som beskrevs av Adolpho Ducke. Pourouma myrmecophila ingår i släktet Pourouma och familjen nässelväxter. Inga underarter finns listade i Catalogue of Life.